# Louise Vinge
Louise Vinge, född den 24 november 1931 i Hovås, är en svensk litteraturvetare. 

## Biografi
Vinge är dotter till advokat Karl Axel Vinge och Märtha, född Lagerlöf. Hon blev filosofie magister i Lund 1954, filosofie licentiat 1963 och filosofie doktor 1967 på en avhandling om Narcissus-motivet i litteraturen. Hon var extra läroverksadjunkt vid Högre allmänna läroverket för flickor i Örebro 1955 och extra ordinarie adjunkt vid Högre allmänna läroverket i Sollefteå 1955–57. Hon var anställd vid C.W.K. Gleerups bokförlag 1962–64 och 1969 som redaktör för Svenskt litteraturlexikon. 
Vinge var maître de conférences associé vid Université de Bordeaux 1968–69, docent vid Lunds universitet 1970–80 och professor där i litteraturvetenskap från 1980.  Hon var ledamot av Humanistisk-samhällsvetenskapliga forskningsrådet 1987–92. Vinge har givit ut skrifter i allmän och jämförande litteraturvetenskap samt svensk litteraturhistoria.

## Utmärkelser, ledamotskap och priser
- Ledamot av Kungl. Vitterhetsakademien (LHA, 1985)
- Ledamot av Kungl. Fysiografiska sällskapet i Lund (LFS, 1999)
- Ledamot av Vetenskapssocieteten i Lund (LVSL, 1972, sekreterare 1973-1977)[1]
- 1985 – Schückska priset
- 2021 – Tegnérpriset